# Leptosciarella fuscipalpa
Leptosciarella fuscipalpa är en tvåvingeart som först beskrevs av Werner Mohrig och Boris Mamaev 1979.  Leptosciarella fuscipalpa ingår i släktet Leptosciarella, och familjen sorgmyggor. Arten är reproducerande i Sverige.